# Trimeria cockerelli
Trimeria cockerelli är en stekelart som beskrevs av Joseph Charles Bequaert 1928.
Trimeria cockerelli ingår i släktet Trimeria och familjen Masaridae. Inga underarter finns listade i Catalogue of Life.